# Розмотування циклу
Розмотування циклу (англ. loop unrolling, loop unwinding) — спосіб, в який намагаються оптимізувати швидкодію програми за рахунок розміру двійкового файлу. Зміни в програмі може робити програміст або оптимізувальний компілятор.
Метою розмотування циклу є збільшення швидкодії програми шляхом зменшення (або виключення) інструкцій контролю за циклом, таких як арифметика вказівників і перевірка на завершення циклу на кожній ітерації, зменшення витрат на галуження, а також «приховування латентності, особливо, затримку в читанні даних з пам'яті». Цикли можуть бути перезаписані як послідовності подібних незалежних інструкцій, і таким чином можуть бути усунені накладні витрати обчислення.

## Переваги
Витрати в «строгих» циклах часто містять інструкції збільшення вказівника або перехід на наступний елемент у масиві (арифметика вказівників), а також перевірка завершення циклу. Якщо оптимізувальний компілятор або асемблер у стані преобчислити зсув для кожної індивідуально вказаної змінної масиву, вони можуть бути вбудовані в машинний код напряму, отже не потрібно додаткових арифметичних дій під час виконання (зауважте, що в прикладі поданому нижче так не відбувається).
- Значну користь можна отримати, якщо покращення в виконанні інструкцій з лишком компенсує будь-яке зменшення швидкодії спричинене збільшенням розміру програми;
- витрати на галуження мінімізовані;
- якщо операції в циклі незалежні одна від одної (тобто коли операція, що зустрічається раніше в циклі, не впливає на наступні операції), операції можуть потенційно виконуватись паралельно;
- може бути реалізоване динамічно, якщо кількість елементів масиву невідома під час компіляції.

Оптимізувальні компілятори іноді можуть виконувати розмотування циклу автоматично або за запитом.

## Недоліки
- Розмір програми в результаті розмотування збільшується, що небажано, особливо для вбудованих застосунків;
- збільшення коду також може призвести до збільшення промахів кешу, що негативно впливає на швидкодію;
- якщо тільки розмотування не виконується компілятором, код може стати менш зрозумілим;
- якщо код в тілі циклу містить виклики функцій, може бути неможливим поєднати розмотування з інлайнингом, бо збільшення розміру може стати надмірним. Тож треба шукати компроміс між двома оптимізаціями.
- можливе збільшення використання регістрів в кожній ітерації для збереження тимчасових змінних, що може зменшити швидкодію (хоча багато залежить від можливих оптимізацій).[4]

## Статичне / Ручне розмотування циклу
Ручне (або статичне) розмотування циклу вимагає від програміста розбору циклу і перетворення ітерацій як послідовність інструкцій, які зменшать накладні витрати циклу. Динамічне розмотування виконується компілятором.

### Простий приклад ручного розмотування в Сі
Підпрограма видаляє 100 елементів з колекції.
| Звичайний цикл                                      | Після розмотування                                                                                  |
| --------------------------------------------------- | --------------------------------------------------------------------------------------------------- |
| int x; for (x = 0; x < 100; x++) { delete(x); } //. | int x; for (x = 0; x < 100; x++) { delete(x); delete(++x); delete(++x); delete(++x); delete(++x); } |

### Розмотування WHILE циклів
| Звичайний цикл                                   | Після розмотування | Розмотаний цикл із «вивертом» |
| ------------------------------------------------ | --- | --- |
| WHILE (condition) DO action ENDWHILE . . . . . . | WHILE (condition) DO action IF NOT(condition) THEN GOTO break action IF NOT(condition) THEN GOTO break action ENDWHILE LABEL break: . | IF (condition) THEN REPEAT { action IF NOT(condition) THEN GOTO break action IF NOT(condition) THEN GOTO break action } WHILE (condition) LABEL break: |

Розмотаний швидше, бо ENDWHILE (який буде скомпільований в перехід на початок циклу) буде виконуватись на 66 % менш часто.
Навіть краще, приклад із «вивертом», який може бути виконаний деякими оптимізувальними компіляторами автоматично, виключає всі безумовні переходи.